# Gattiluso
La família Gattiluso o Gattilusio va dominar Lesbos i altres illes del 1355 al 1462. Una branca va conservar Enos fins al 1484.

## Senyors de Lesbos
- Francesc I Gattiluso 1355-1384
- Francesc II Gattiluso 1384-1410 (adquireix Thasos, Imbros, Lemnos i Samotràcia)
- Jaume I Gattiluso 1410-1428
- Dorino I Gattiluso 1428-1455
- Domenicco I Gattiluso 1455-1458
- Nicolo II Gattiluso 1458-1462
- als otormans 1462

## Senyors d'Enos
- Reconeguda per l'Imperi Romà d'Orient a Lesbos 1386
- Senyoria creada el 1386
- Nicolo I Gattiluso 1386-1409
- Palamede I Gattiluso 1409-1455
- Dorino II Gattiluso 1455-1484
- als otomans 1484

## Senyors de Thasos
- Cedida per l'Imperi Romà d'Orient a Lesbos 1386, de Lesbos 1386-1455
- Francesc III Gattiluso 1455-1459
- als otormans 1459